# Hande Erçel
Hande Erçel (ur. 24 listopada 1993 w Bandırmie) – turecka aktorka i modelka.

## Życiorys

### Kariera
Hande Erçel ukończyła studia na Uniwersytecie Sztuk Pięknych Mimar Sinan, a następnie zajęła się modelingiem i w 2012 roku zdobyła tytuł miss Turcji. Dwa lata później zaczęła swoją przygodę z aktorstwem drugoplanową rolą w tureckim serialu Çalıkuşu. Popularność przyniósł jej udział w serialach Güneşin Kızları oraz Miłosne potyczki. Ponadto zagrała również główne role w serialach Czarna perła, Halka, Azize oraz Şen Çal Kapimi.
W kwietniu 2021 roku liczba jej obserwujących na Instagramie przekroczyła 20 milionów osób, co uczyniło ją najliczniej obserwowaną aktorką w Turcji.
23 czerwca 2021 otrzymała nagrodę Golden Wings dla najlepszej aktorki, a w lipcu tego samego roku nagrodę Dizilah za rolę Edy w Şen Çal Kapimi.
W 2021 roku współpracowała z marką ubrań Nocturne, a w grudniu tego samego roku została twarzą biżuterii Atasay. W 2023 roku została ambasadorką marki Magnum, co ogłosiła podczas festiwalu w Cannes.
Od września 2023 roku odgrywa główną rolę w serialu Bambaşka Biri, po raz drugi u boku Buraka Deniz, z którym w serialu Miłosne potyczki zagrali po raz pierwszy razem i odnieśli ogromny sukces.

### Życie prywatne
Ma siostrę Gamze Erçel, która również jest modelką i aktorką. W styczniu 2019 roku zmarła jej matka, Aylin Erçel.
Od grudnia 2017 roku spotykała się z tureckim piosenkarzem Muratem Dalkılıç, jednak para ogłosiła rozstanie 16 lipca 2020 roku. W kwietniu 2021 potwierdziła związek z tureckim aktorem Keremem Bürsin. Para poznała się na planie serialu Sen Çal Kapımı.

## Filmografia
| rok       | tytuł                       | rola                 |
| --------- | --------------------------- | -------------------- |
| 2014      | Çalıkuşu                    | Zahide               |
| 2014      | Hayat Agaci                 | Selen                |
| 2014      | Çilgin Dersane Üniversitede | Meryem               |
| 2015-2016 | Güneşin Kızları             | Selin                |
| 2016–2017 | Miłosne potyczki            | Hayat Uzun/Sarsılmaz |
| 2017-2018 | Czarna perła                | Hazal                |
| 2019      | Halka                       | Müjde Akay           |
| 2019      | Azize                       | Azize                |
| 2020-2021 | Sen Çal Kapımı              | Eda Yıldız           |
| 2023      | Bambaşka Biri               | Leyla Gediz          |